# روبسون غرين
روبسون غرين (بالإنجليزية: Robson Green)‏ هو مقدم تلفزيوني ومغن ومؤلف وممثل بريطاني، ولد في 18 ديسمبر 1964 في المملكة المتحدة.

## وصلات خارجية
- روبسون غرين على موقع IMDb (الإنجليزية)
- روبسون غرين على موقع ألو سيني (الفرنسية)
- روبسون غرين على موقع ميوزك برينز (الإنجليزية)
- روبسون غرين على موقع أول موفي (الإنجليزية)
- روبسون غرين على موقع قاعدة بيانات الأفلام السويدية (السويدية)
- روبسون غرين على موقع إن إن دي بي (الإنجليزية)
- روبسون غرين على موقع ديسكوغز (الإنجليزية)
- روبسون غرين على موقع قاعدة بيانات الفيلم (الإنجليزية)
- روبسون غرين على موقع كينوبويسك (الروسية)